# Mary Callahan Erdoes
Mary Callahan Erdoes (13 agosto 1967) è un'imprenditrice statunitense, amministratore delegato della divisione per il risparmio gestito alla JPMorgan Chase.

## Biografia
Dopo gli studi in matematica alla Georgetown University, Mary Callahan ottenne un MBA dalla Harvard Business School. 
Intraprese una carriera nel mondo della finanza, lavorando per alcuni istituti di credito finché nel 1996 venne assunta alla JPMorgan Chase, dove inizialmente si occupava di high net worth individual.
Nel 2005 venne nominata CEO di J.P. Morgan Private Bank e nel 2009 divenne amministratore delegato di J.P. Morgan Asset Management, la grande divisione che si occupa di risparmio gestito.
La signora Erdoes è stata più volte inclusa nelle liste delle donne più potenti del mondo: secondo quella stilata da Forbes nel 2005 e nel 2009 era al centesimo posto, nel 2010 all'ottantaquattresimo e nel 2011 al settantaquattresimo; secondo quella di Fortune del 2011 la Callahan Erdoes è la ventiquattresima donna più potente al mondo.
Mary Callahan Erdoes è membro del consiglio di amministrazione dell'UNICEF.

## Vita privata
Callahan Erdoes ha incontrato suo marito Philip Erdoes alla Harvard Business School. Mentre la signora Erdoes è cattolica, suo marito è ebreo. Vivono a New York City con le loro tre figlie.
Callahan Erdoes dona a entrambi i partiti: Partito Democratico e Partito Repubblicano. Ha contribuito alle campagne presidenziali di John McCain e Mitt Romney rispettivamente nel 2008 e nel 2012.